# Hrabstwo Phillips (Montana)
Hrabstwo Phillips (ang. Phillips County) – hrabstwo w stanie Montana w Stanach Zjednoczonych. Obszar całkowity hrabstwa obejmuje powierzchnię 5212,17 mil² (13 499,46 km²). Według szacunków United States Census Bureau w roku 2009 miało 3944 mieszkańców. Jego siedzibą jest Malta.
Hrabstwo powstało w 1915 roku.

## Miasta
- Dodson
- Malta
- Saco

## CDP
- Whitewater
- Zortman